# Мундал
Мундал (синг. මුන්දලම, там. முந்தல், англ. Mundal) — озеро на Шри-Ланке в районе Путталам (Северо-Западная провинция). Площадь поверхности — 30 км². Размеры озера — 12 на 3 км. Средняя глубина — 0,75 метра.
Мундал связано с лагуной Путталам, находящейся севернее, 16-и километровым узким каналом. Вода очень солёная. Общая средняя солёность в озере Мундал составляет 25,0 промилле, а в бассейне Путталам — 39 промилле. На берегах растут кокосовая пальма, рисовые плантации и лес. Местные жители занимаются в озере ловлей рыбы, креветок. На озере растут мангры и морская трава. Обитают водоплавающие птицы (цапли, крачки и другие).